# Ганс Рідль
Ганс Рідль (нім. Hans Riedl; 21 вересня 1895, Талькірхен — 13 вересня 1945) — німецький офіцер, обер-лейтенант резерву вермахту. Учасник Першої і Другої світих війн.

## Біографія
Народився 21 січня 1895 року в родині Йоганна і Марії Рідль.
Під час Другої світової війни служив у 10-му протитанковому батальйоні 10-ї піхотної дивізії.

## Нагороди

### Перша світова війна
- Залізний хрест 2-го класу
- Військовий хрест «За заслуги» (Баварія) 3-го класу з мечами і короною
- Чорний нагрудний знак «За поранення»

### Міжвоєнний період
- Почесний хрест ветерана війни
- Німецька імперська відзнака за фізичну підготовку (DRL)
- Спортивний знак СА
- Медаль «У пам'ять 1 жовтня 1938» (18 жовтня 1939)
- Медаль «У пам'ять 13 березня 1938 року» (липень 1939)

### Друга світова війна
- Застібка до Залізного хреста 2-го класу (5 грудня 1939)
- Угорська пам'ятна медаль для ветеранів війни (3 квітня 1940)
- Медаль за участь у Європейській війні (1915—1918) (Болгарія) (12 квітня 1940)
- Почесний знак «За вірну службу» 2-го ступеня (25 квітня 1941)
- Залізний хрест 1-го класу (29 жовтня 1941)
- Медаль «За зимову кампанію на Сході 1941/42»